# Distretto di Tharparkar
Il distretto di Tharparkar (in urdu: تھرپارکر) è un distretto del Sindh, in Pakistan, che ha come capoluogo Mithi. Nel 1998 possedeva una popolazione di 914.291 abitanti.